# HMS Trusty (1941)
HMS Trusty (N45) – brytyjski okręt podwodny należący do brytyjskich okrętów podwodnych typu T. Został zbudowany w stoczni Vickers-Armstrongs, Barrow. Zwodowano go w marcu 1941.

## Służba
„Trusty” służył na Morzu Śródziemnym i Dalekim Wschodzie w czasie wojny. Zatopił włoski statek handlowy „Eridano” w grudniu 1941. Przydzielony na Pacyfik zatopił japoński statek handlowy „Toyohashi Maru” i uszkodził transportowiec wojska „Columbia Maru”.
Przetrwał wojnę i był dalej w służbie. Sprzedany na złom w styczniu 1947. Zezłomowany w Milford Haven w lipcu 1947.